# Shoreland Arcade
Shoreland Arcade  es un edificio histórico ubicado en Miami, Florida.  Shoreland Arcade se encuentra inscrito  en el Registro Nacional de Lugares Históricos desde el 4 de enero de 1989. Forma parte del Downtown Miami MRA. 

## Ubicación
Shoreland Arcade se encuentra dentro del condado de Miami-Dade en las coordenadas 25°46′28″N 80°11′29″O / 25.774444, -80.191389.